# Canadian Ski Marathon
Canadian Ski Marathon är ett långlopp på längdskidor som avgörs vid Ottawafloden i Kanada över en helg i februari. Loppet hade premiär 1967 i samband med Kanadas 100-årsjubileium, och är det längsta i världen. Loppet är 160 kilometer långt, men saknar dock resultatlista då det är ett rent motionslopp.